# Ромарик
Ромарик, чието истинско име е Кристиан Кофи Ндри (на латиница Romaric, Koffi Ndri Romaric) е котдивоарски футболист, роден на 4 юни 1983 г. в Абиджан. Играе като полузащитник както и в националния отбор на Кот д'Ивоар.

## Клубна кариера
Ромарик започва да тренира футбол в школата на АСЕК Мимосас, а през 2001 г. попада в мъжкия отбор, а две години по-късно вече е в белгийския Беверен, който по традиция привлича котдивоарски играчи от АСЕК Мимосас. През май 2005 г. преминава във френския Льо Ман, но скоро след това катастрофира тежко близо до Лиеж. Въпреки сериозните контузии Ромарик успява да се възстанови бързо и намира място в титулярния състав на Льо Ман. На 23 юли 2008 г. подписва петгодишен договор със Севиля, където преминава за около 8 милиона евро.

## Национален отбор
С Кот д'Ивоар Ромарик е участник на Световните първенства в Германия през 2006 (1 мач) и Южна Африка през 2010 г. (3 мача, 1 гол), както и на Купата на африканските нации в Египет през 2006 (второ място) и Гана през 2008 г. (четвърто място).

### Голове
| # | Дата         | Място                  | Съперник      | Гол в мача | Краен резултат | Повод |
| - | ------------ | ---------------------- | ------------- | ---------- | -------------- | ----- |
| 1 | 19 март 2009 | Уагадугу, Буркина Фасо | Малави        | 1:0        | 5:0            | СК    |
| 2 | 7 юни 2009   | Конакри, Гвинея        | Гвинея        | 2:1        | 2:1            | СК    |
| 3 | 25 юни 2010  | Нелспройт, Южна Африка | Северна Корея | 2:0        | 3:0            | СП    |